# Českomoravská fotbalová liga 1991/1992
V soubojích 23. ročníku Českomoravské fotbalové ligy 1991/92 se utkalo 16 týmů dvoukolovým systémem podzim - jaro.

## Konečná tabulka
Zdroj: 
| Poř. | Tým                      | Z  | V  | R  | P  | VG | OG | B  |
| ---- | ------------------------ | -- | -- | -- | -- | -- | -- | -- |
| 1.   | FC Boby Brno             | 30 | 18 | 7  | 5  | 56 | 24 | 43 |
| 2.   | FK Ostroj Opava          | 30 | 14 | 8  | 8  | 42 | 33 | 36 |
| 3.   | FC Svit Zlín             | 30 | 14 | 7  | 9  | 45 | 31 | 35 |
| 4.   | TJ Škoda Plzeň           | 30 | 11 | 13 | 6  | 41 | 28 | 35 |
| 5.   | TJ BSS Brandýs nad Labem | 30 | 15 | 5  | 10 | 43 | 31 | 35 |
| 6.   | FC Gera Drnovice         | 30 | 13 | 7  | 10 | 42 | 37 | 33 |
| 7.   | TJ DAK MOVA Bratislava   | 30 | 11 | 7  | 12 | 40 | 33 | 29 |
| 8.   | TJ Slovan Elitex Liberec | 30 | 12 | 5  | 13 | 38 | 41 | 29 |
| 9.   | TJ Baník Havířov         | 30 | 10 | 9  | 11 | 34 | 40 | 29 |
| 10.  | TJ TŽ Třinec             | 30 | 8  | 12 | 10 | 33 | 39 | 28 |
| 11.  | SK Xaverov Praha         | 30 | 12 | 4  | 14 | 42 | 50 | 28 |
| 12.  | FK Švarc Benešov         | 30 | 11 | 4  | 15 | 38 | 43 | 26 |
| 13.  | TJ Poldi Kladno          | 30 | 10 | 5  | 15 | 36 | 46 | 25 |
| 14.  | TJ Syntesia Pardubice    | 30 | 10 | 5  | 15 | 28 | 44 | 26 |
| 15.  | TJ VTŽ Chomutov          | 30 | 7  | 11 | 12 | 31 | 44 | 25 |
| 16.  | FK Mladá Boleslav        | 30 | 4  | 11 | 15 | 23 | 48 | 19 |

Poznámky:
- Z = Odehrané zápasy; V = Vítězství; R = Remízy; P = Prohry; VG = Vstřelené góly; OG = Obdržené góly; B = Body

|  | 1. československá fotbalová liga 1992/93              |
|  | Přeřazení do Středomoravského župního přeboru 1992/93 |
|  | Sestup do ČFL 1992/93                                 |

## Soupisky mužstev

### FC Boby Brno
Radek Rabušic (15/0/8),
René Twardzik (15/0/5) –
Marcel Cupák (2/0),
Petr Čuhel (10/0),
Emil Hamar (2/0),
Vladimír Hekerle (24/4),
František Chovanec (14/0),
Jaroslav Jakub (2/0),
Ihor Jurčenko (17/2),
Pavel Kobylka (11/0),
Petr Kocman (20/1),
Petr Křivánek (6/0),
Miloslav Kufa (29/4),
Edvard Lasota (23/7),
Petr Maléř (28/2),
Vladimír Michal (28/0),
René Pastorek (27/13),
Jurij Smotryč (28/0),
Libor Soldán (29/11),
Dušan Susko (4/0),
Zdeněk Svoboda (14/4),
René Wagner (25/6) –
trenér Karol Dobiaš, asistent Rostislav Václavíček

### FK Ostroj Opava
Vilém Axmann (-/0/-),
Jiří Lindovský (-/0/-) –
Milan Barteska (-/1),
Marian Bedrich (-/4),
Miroslav Bedrich (-/0),
Radim Dvořák (-/0),
Ivo Farský (-/0),
Robert Gróff (-/7),
Ladislav Gurecký (-/0),
Pavel Hadaščok (-/0),
Roman Hon (-/1),
Dušan Christoph (-/1),
Juraj Ihnatišin (-/0),
Tomáš Kamrád (-/1),
Martin Komárek (-/4),
Zdeněk Kročil (-/1),
Patrik Mičkal (-/4),
Vlastimil Molnár (-/2),
Ivan Panáč (-/1),
Pavel Poštulka (-/0),
Radomír Prasek (-/5),
Aleš Rozsypal (-/4),
Petr Swiech (-/0),
Martin Vehovský (-/1),
Kamil Vrba (-/1),
Jiří Zamazal (-/0) –
trenér Petr Žemlík, asistent Josef Kružberský